# Top Spin 4
Top Spin 4 je česká videohra z roku 2011. Byla vytvořena studiem 2K Czech a vydána 2K Sports na konzole PlayStation 3, Xbox 360 a Wii. Jedná se o tenisový simulátor a čtvrtý díl z videoherní série Top Spin. Předchozí díly však vytvořila jiná studia. Hra byla v anketě Booom zvolena za nejlepší českou hru roku 2011.
Dne 16. ledna 2024 byl oznámen nový díl s názvem TopSpin 2K25.

## Hráči ve hře
- Asociace profesionálních tenistů
  -  Roger Federer
  -  Rafael Nadal
  -  Novak Djoković
  -  Andy Murray
  -  Andy Roddick
  -  Nikolaj Davyděnko
  - James Blake
  -  Stanislas Wawrinka
  -  Gilles Simon
  -  Bernard Tomic
- Ženská tenisová asociace
  -  Serena Williamsová
  -  Caroline Wozniacká
  -  Ana Ivanovićová
  -  Věra Zvonarevová
  -  Jelena Jankovićová
  -  Dinara Safinová
  -  Eugenie Bouchardová
- Legendy
  -  Andre Agassi
  -  Boris Becker
  -  Björn Borg
  -  Patrick Rafter
  -  Ivan Lendl
  -  Pete Sampras
  -  Jim Courier
  -  Michael Chang

## Turnaje
Ve hře se vyskytuje 39 turnajů, z kterých 7 je licencovaných.